# Júlia Kudiess
Júlia Gambatto Kudiess (ur. 2 stycznia 2003 w Brasílii) – brazylijska siatkarka, reprezentantka kraju, grająca na pozycji środkowej.
Jej o 2 lata starsza siostra Laura, również była siatkarką.
19 maja 2024 roku w pierwszym tygodniu Ligi Narodów w meczu z reprezentacją Serbii skręciła prawe kolano. Badania wykazały uszkodzenie więzadeł stawu kolanowego oraz mikrozłamanie plateau kości piszczelowej.

## Sukcesy
Klubowe Mistrzostwa Ameryki Południowej:
- 2020, 2022[6], 2024[7]
- 2021, 2023[8]
- 2025[9]

Puchar Brazylii:
- 2021, 2023[10]

Mistrzostwo Brazylii:
- 2021, 2022[11], 2024[12]
- 2023[13]

Superpuchar Brazylii:
- 2023[14], 2024[15]

## Sukcesy reprezentacyjne
Mistrzostwa Ameryki Południowej Kadetek:
- 2018[16]

Mistrzostwa Świata Kadetek:
- 2019

Liga Narodów:
- 2022[17], 2025[18]

Mistrzostwa Świata:
- 2022[19]

## Udział siatkarki w międzynarodowych turniejach w reprezentacji Brazylii
| Turniej                     | Miejsce    | Rok  |
| --------------------------- | ---------- | ---- |
| Mistrzostwa Świata Juniorek | 6. miejsce | 2019 |
| Liga Narodów                | 4. miejsce | 2024 |

## Nagrody indywidualne
- 2024: MVP Klubowych Mistrzostw Ameryki Południowej[22]
- 2025: Najlepsza środkowa turnieju finałowego Ligi Narodów[23]